# 高君宇

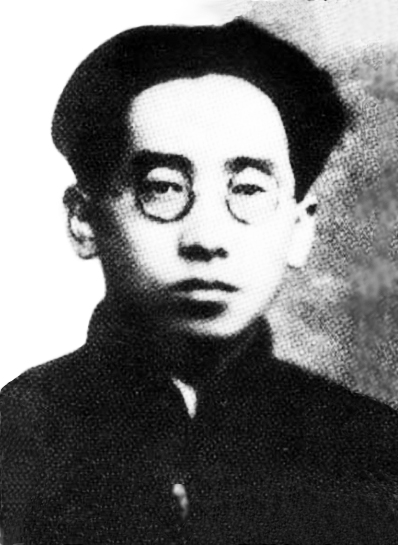
高君宇

高君宇（1896年10月22日—1925年3月5日），名尚德，字锡三，号君宇，山西省静乐县峰岭底村（今属娄烦）人。中国共产党和中国共产主义青年团的早期领导人之一。

## 生平
1912年，考入山西省第一中学。1916年，考入北京大学。1919年，参加领导了五四运动。1920年，加入北京的共产党早期组织。同年11月，被选为北京社会主义青年团书记。在山西同乡会上结识了石评梅。1921年，发起成立太原社会主义青年团。
1922年，出席中国社会主义青年团第一次全国代表大会，当选为团中央执行委员。1922年，出席中国共产党第二次全国代表大会，当选为中央执行委员。1924年夏，筹建山西共产党组织。1924年下半年，南下广州担任孙中山秘书。1924年底，陪同孙中山北上。1925年年初，在回北京途中，特意去天津看望邓颖超，把周恩来的求爱信转给了邓颖超。1925年3月6日，因急性阑尾炎割治无效，在北京协和医院逝世。葬于北京陶然亭公园。